# Sukasirna (Jonggol)
Sukasirna is een bestuurslaag in het regentschap Bogor van de provincie West-Java, Indonesië. Sukasirna telt 13.339 inwoners (volkstelling 2010).